# بازی بزرگان
بازی بزرگان فیلمی به کارگردانی و نویسندگی کامبوزیا پرتوی محصول سال ۱۳۷۱ است.

## خلاصه داستان
در پی تهاجم ارتش عراق و اشغال یکی از شهرهای کوچک مناطق مرزی غرب کشور، عده زیادی از اهالی شهر کشته می‌شوند و زنده‌ها با شتاب و در زیر بمباران، شهر را ترک می‌کنند. تنها تعداد کمی از جوانان برای مقاومت در شهر باقی می‌مانند. هنگام تخلیه شهر، مریم دخترک هفت هشت ساله، در اثر ضربه ای موقتاً بیهوش می‌شود و هنگامی که به هوش می‌آید، شهر توسط ارتش عراق اشغال شده‌است. در جریان سرگردانی‌های مریم در شهر، به نوزاد پسری که اتفاقی زنده مانده، برمی‌خورد و در همین حین با یونس پسرک ده یازده ساله ای که او نیز از جریان تخلیه شهر بازمانده و به مقاومت مسلحانه ادامه می‌دهد، آشنا می‌شود. آن دو به اتفاق تصمیم می‌گیرند جان نوزاد را نجات بدهند و در طی ماجراهایی به ناچار نقش پدر و مادر نوزاد را ایفا می‌کنند. در فضای وحشتبار شهر اشغال شده، مراقبت از او را برعهده می‌گیرند تا بالاخره به علت گریه و سر و صدای نوزاد، محل اختفای آنها توسط دشمن کشف می‌شود و عراقی‌ها خانه را به توپ می‌بندند. دخترک به همراه نوزاد به اسارت گرفته می‌شوند، اما با کمک یک سرباز مهربان و انسان دوست عراقی، جانشان نجات داده می‌شود و در محل مناسبی آزاد می‌شوند. دخترک نوزاد را فرزند خودش می‌داند و با او به دنبال سرنوشتشان راهی می‌شود، یونس نیز به همراه پیرهای بازمانده در شهر به اسارت عراقی‌ها درمی آید.

## بازیگران
- رزگار محمدامین
- رژان عمری
- شادی قاضی پور
- پوری فاطمه
- یونس آتشک
- علی مولایی
- ابراهیم عمری
- محمدابراهیم یوسفی
- منصوره جابرستانی